# Commeire

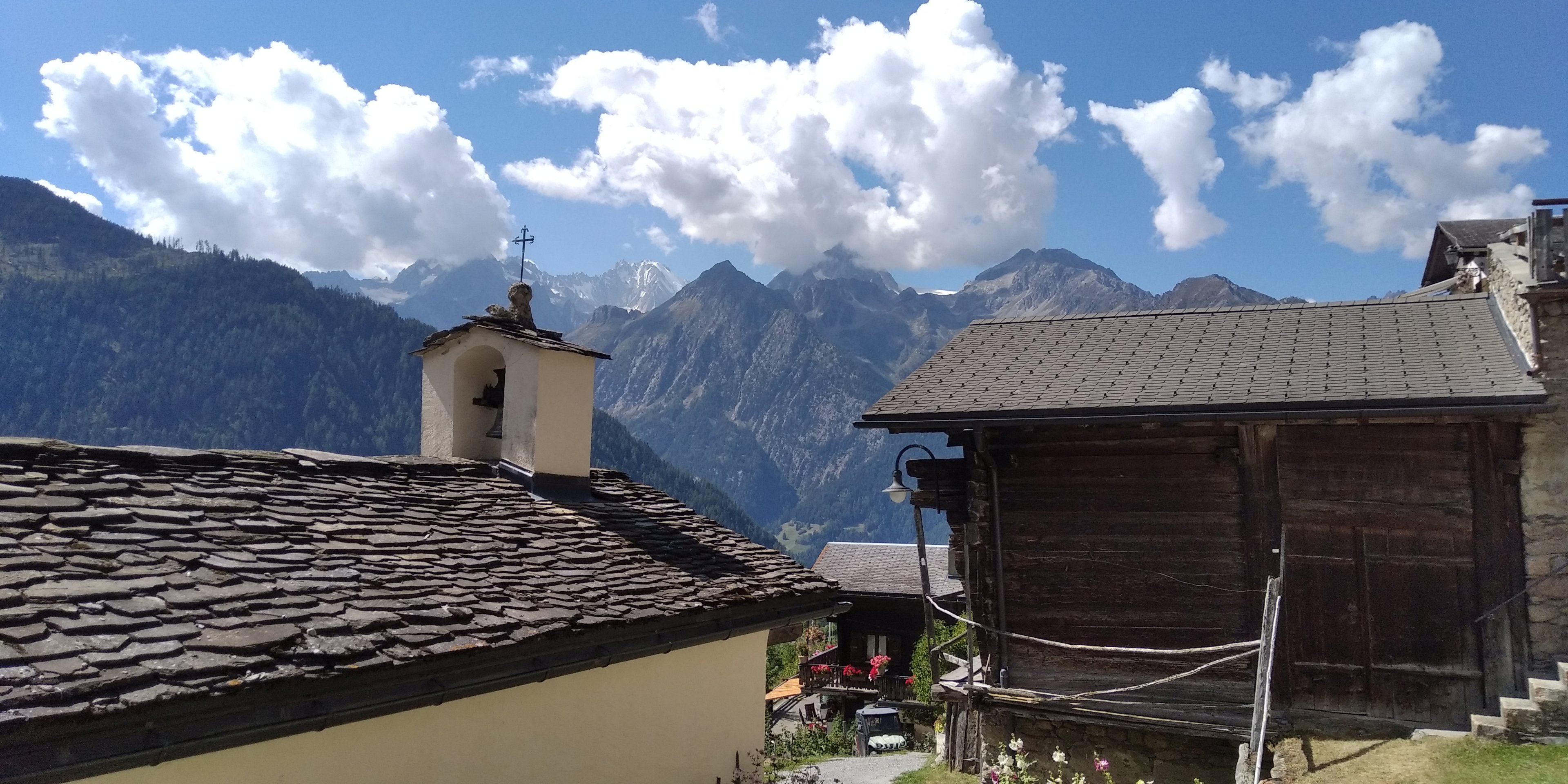
Commeire, Kapelle

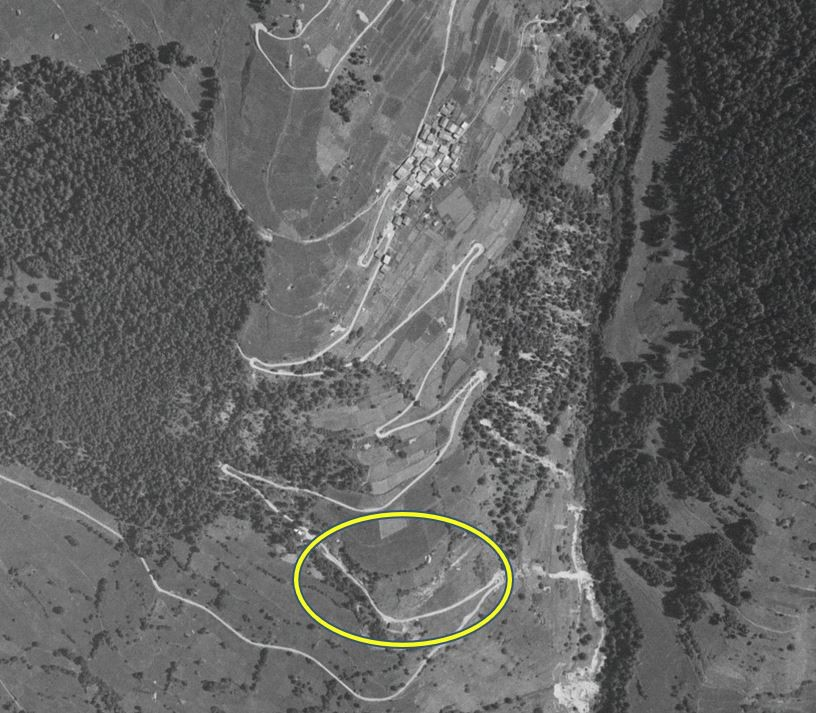
Commeire, unterhalb liegt das Artilleriewerk

Commeire ist ein Dorf in der Gemeinde Orsières im französischsprachigen Teil des Schweizer Kantons Wallis, 15 km südlich von Martigny. Der Weiler Commeire hat ein Ortsbild von nationaler Bedeutung. 

## Geografie
Das kleine Bergdorf liegt am Eingang ins Val d’Entremont auf einer Höhe von 1455 m, oberhalb der Passstrasse zum Grossen St. Bernhard zwischen dem Six Blanc (2444 m) und Tsamoney (2111 m) und gegenüber dem Mont Vélan (3731 m). Es liegt auf der rechten Seite der Dranse d’Entremont, lehnt sich an die Bergflanke des Six Blanc und profitiert von einer besonders hohen Sonneneinstrahlung. Es bildet die Gemeindegrenze von Orsières gegenüber der Nachbargemeinde Liddes.

## Geschichte
Die Kapelle von Commeire wurde von 1649 bis 1652 erbaut und ist Theodor von Sitten und Bernhard von Menthon geweiht. Im 18. Jahrhundert gab es eine Schule. Bis ins 20. Jahrhundert lebten die Dorfbewohner ausschliesslich von der Landwirtschaft, die gerade den täglichen Bedarf der oft grossen Familien deckte. Der Anbau und die Vermarktung von Erdbeeren waren einst eine zusätzliche Ressource, um das schwierige Leben der Bergbauern zu verbessern. 
Heute gibt es in Commeire keine Bauernhöfe mehr. Die Wiesen, Weiden, Maiensässe und Almen werden von Bauern aus den Nachbardörfern gepflegt und bewirtschaftet. Viele der Häuser, Scheunen und Schuppen wurden restauriert oder in Wohn- und Ferienhäuser umgewandelt. Ursprünglich konnten sich zwischen 40 und 60 Personen von der Landwirtschaft ernähren. Heute leben noch rund 20 Personen ganzjährig im Dorf (Stand 2018).
Die Umgebung des Dorfes wurde während des Zweiten Weltkriegs zur Sperrstelle Commeire ausgebaut, die bis zu den Berggipfeln reichte und zu der auch das südlich unterhalb des Dorfes befindliche Artilleriewerk Commeire gehörte. Die Sperrstelle diente zur Sicherung der Passstrasse zum Grossen Sankt Bernhard.
Zum Erhalt der Dorfgemeinschaft und des Dorfes für zukünftige Generationen wurde der Verein «Freunde von Commeire» (Les Amis de Commeire) gegründet, der mit gelegentlichen Aktionen zur Pflege des Dorfes und seiner Umgebung beiträgt und regelmässige Kontakte mit anderen örtlichen Vereinen unterhält.

## Tourismus
Jedes vierte Gebäude (ehemalige Ställe und Scheunen) wurde sanft nach dem Konzept des «Albergo Difuso» (verstreutes Hotel) restauriert. Sie gehören zum Konzepthotel «Montagne Alternative» und unterscheiden sich aussen nicht von den restlichen Ställen und Wohnhäusern. Das Zentrum des Hotels bildet das Restaurant L’Arpalle. Dank dem Hotelprojekt kann das geschützte Ortsbild erhalten werden.
Das Dorf liegt unweit des Winter- und Sommerferiendorfes Champex-Lac.